# Оне (Германия)
Оне (нем. Ohne) — община в Германии, в земле Нижняя Саксония.
Входит в состав района Графство Бентхайм. Подчиняется управлению Шютторф. Население составляет 571 человек (на 31 декабря 2010 года). Занимает площадь 9 км².
| Год  | Население |
| ---- | --------- |
| 1990 | 500       |
| 1995 | 522       |
| 2000 | 555       |
| 2005 | 598       |
| 2010 | 584       |